# Nicolò Zeno (destroyer)
Le Nicolò Zeno (fanion « ZE ») était un destroyer italien de la classe Navigatori lancé en 1928 pour la Marine royale italienne (en italien : Regia Marina). 

## Conception et description
Commandés en 1926, ces navires ont été construits pour la Regia Marina en réponse aux grands contre-torpilleurs des classes Jaguar et Guépard construits pour la Marine française. Ces navires étaient nettement plus grands que les autres destroyers italiens contemporains et étaient initialement classés comme croiseur éclaireur, la reconnaissance aérienne prenant alors de l'ampleur. Ils ont été reclassés dans la catégorie des destroyers en 1938.
Les navires de la classe Navigatori avaient une longueur totale de 107,3 mètres, une largeur de 10,2 mètres et un tirant d'eau moyen de 3,5 mètres. Ils déplaçaient 1 900 tonnes à charge normale et 2 580 tonnes à charge profonde. Leur effectif en temps de guerre était de 222-225 officiers et hommes de troupe.
Les Navigatori étaient propulsés par deux turbines à vapeur Belluzzo, chacune entraînant un arbre d'hélice et utilisant la vapeur fournie par quatre chaudières Yarrow. Les turbines étaient conçues pour produire 55 000 chevaux-vapeur (41 000 kW) et une vitesse de 32 nœuds (59 km/h) en service, bien que les navires aient atteint des vitesses de 38-41 nœuds (70-76 km/h) pendant leurs essais en mer alors qu'ils étaient légèrement chargés.Ils transportaient suffisamment de mazout qui devait leur donner une autonomie de 3 800 milles nautiques (7 000 km) à une vitesse de 18 nœuds (33 km/h).
Leur batterie principale était composée de six canons de 120 millimètres dans trois tourelles jumelées, une à l'avant et à l'arrière de la superstructure et la troisième au milieu du navire. La défense antiaérienne (AA) des navires de la classe Navigatori était assurée par une paire de canons AA de 40 millimètres dans des supports simples situés à l'avant de la cheminée et une paire de supports jumelés pour des mitrailleuses de 13,2 millimètres. Ils étaient équipés de six tubes lance-torpilles de 533 millimètres dans deux supports triples au milieu du navire. Le Navigatori pouvait transporter de 86 à 104 mines.
Les navires étaient rapides, mais manquaient de stabilité et ont été reconstruits avec des étraves en forme de clipper, une largeur accrue et une superstructure réduite à la fin des années 1930.
Pendant la guerre, les torpilles ont été remplacées par des tubes triples de 533 mm et des canons anti-aériens supplémentaires ont été ajoutés.

## Construction et mise en service
Le Nicolò Zeno est construit par le chantier naval Cantieri del Quarnaro à Fiume en Croatie, et mis sur cale le 5 juin 1927. Il est lancé le 12 août 1928 et est achevé et mis en service le 27 mai 1930. Il est commissionné le même jour dans la Regia Marina.

## Histoire du service

### Nom et devise
Le Zeno a été baptisé en l'honneur du navigateur vénitien Nicolò Zeno, qui a exploré l'Atlantique Nord dès le XIVe siècle, atteignant les îles Svalbard.
La devise du navire, Più oltre (Plus loin), est tirée de la chanson de Umberto Cagni (de Merope, 1912) de Gabriele D'Annunzio.

### Les années 30
Le Zeno a été la première unité de la classe construite par les Cantieri del Quarnaro à Fiume en Croatie et, comme les autres unités construites par les mêmes chantiers navals, il a d'abord connu de graves problèmes de fiabilité des turbines à vapeur Belluzzo qui ont retardé son entrée en service. Les premières modifications visant à améliorer la stabilité (allègement et abaissement des superstructures), ainsi que le remplacement du gouvernail (1932) et des tubes lance-torpilles sont réalisés presque immédiatement et maintiennent l'unité immobilisée au chantier jusqu'au 7 octobre 1930.
Recevant le drapeau de combat à Viareggio le 4 octobre 1931, comme d'autres unités de la même classe dans la période entre les deux guerres, il a effectué l'activité normale de l'escadron.
Le 28 juin 1935, lors d'un exercice de nuit (simulation d'une attaque), il entre en collision avec son navire-jumeau (sister ship): le Malocello. Les deux navires sont sérieusement endommagés et sur le Zeno il y a un mort et deux blessés. L'unité a donc dû passer quelques mois en réparation.
Entre 1936 et 1937, il participe à des opérations de soutien naval pendant la guerre civile espagnole.
En 1938, il est rétrogradé en destroyer et affecté au XVe escadron de destroyers.
Après une période de stationnement à Leros avec ses navires-jumeaux Pigafetta et Da Verazzano, il retourne en Italie pour subir la deuxième série de modifications, qui comprend l'agrandissement de la coque, la reconstruction de la proue et l'augmentation de l'armement.
Il reprend le service le 1er mai 1940, toujours avec le XVe escadron de destroyers, sous la VIIIe division des croiseurs.

### Seconde Guerre mondiale
Lorsque l'Italie entre dans la Seconde Guerre mondiale, il fait encore partie du XVe escadron de destroyers, avec les navires-jumeaux Pigafetta, da Mosto et da Verrazzano. Il effectue d'abord des tâches d'escadrille avec diverses missions d'escorte, de recherche d'ennemis, de pose de mines, de chasse aux sous-marins et de bombardement côtier de l'Albanie pour soutenir la campagne de Grèce jusqu'au printemps 1941, après quoi il effectue presque exclusivement des tâches d'escorte de convois pour la Grèce et l'Afrique du Nord (au cours desquelles il chasse des sous-marins, abat des avions et sauve des naufragés) et de pose de mines.
Le 7 juillet 1940, à 14h10, il appareille de Tarente avec le Pigafetta, les cuirassés Giulio Cesare et Conte di Cavour et les  VIIe escadron de destroyers (Freccia, Dardo, Saetta, Strale) et VIIIe escadron de destroyers (Folgore, Fulmine, Lampo et Baleno) en appui à un convoi pour la Libye (transports de troupes Esperia et Calitea, bateaux à moteur Marco Foscarini, Francesco Barbaro et Vettor Pisani, escortés par les torpilleurs Orsa, Procione, Orione, Pegaso, Abba et Pilo); mais ils ont connu des défaillances mécaniques.
Cette formation a ensuite rejoint les 1re et 2e escadre navale, participant à la bataille de Punta Stilo le 9 juillet,, dans laquelle le Zeno n'a cependant pas joué de rôle particulier.
Entre le 30 juillet et le 1er août, il fournit une escorte indirecte, avec ses navires-jumeaux Pigafetta et Malocello, aux croiseurs Pola, Zara, Fiume, Gorizia, Trento, da Barbiano, Alberto di Giussano, Eugenio di Savoia, Duca degli Abruzzi, Attendolo, Montecuccoli et les IXe, XIIe, XIIIe et XVe escadron de destroyers  pour un total de 11 unités - à deux convois pour la Libye, qui voient en mer un total de 10 navires marchands, 4 destroyers et 12 torpilleurs.
Le 6 août, avec son navire-jumeau Pigafetta et les croiseurs Da Barbiano et Di Giussano, il pose un champ de mines au large de Pantelleria escorté par les torpilleurs Cigno, Cassiopea, Aldebaran et Pleiadi.
Par la suite, il est resté stationnaire pour diverses raisons jusqu'en novembre.
Du 19 au 23 avril 1941, avec la VIIe division de croiseurs (Eugenio di Saovia, Duca d’Aosta, Attendolo et Montecuccoli) et avec ses navires-jumeaux da Recco, da Mosto, Pessagno, Pigafetta et da Verrazzano, il effectue la pose des champs de mines "S 11", "S 12" et "S 13" (avec un total de 321 mines et 492 flotteurs explosifs) à l'est du Cap Bon.
Entre le 23 et le 24 avril, les unités répètent l'opération en posant 740 autres mines.
Le 1er mai, il pose à nouveau des mines au nord-est de Tripoli, avec ses navires-jumeaux Pigafetta, Da Mosto, Da Recco, Da Verrazzano et Pessagno et les croiseurs Eugenio di Savoia, Duca d'Aosta ed Attendolo.
Les 4 et 5 mai, il fournit une escorte indirecte - avec ses navires-jumeaux Pigafetta, Da Recco, Da Mosto et Da Verrazzano et les croiseurs légers Eugenio di Savoia, Attendolo et Duca d'Aosta - à un convoi (formé par le transport de troupes Victoria et les cargos Marco Foscarini, Barbarigo, Calitea, Ankara, Andrea Gritti et Sebastiano Venier escortés par les destroyers Vivaldi, da Noli et Malocello et les torpilleurs Cassiopea, Orione et Pegaso) en route vers Naples-Tripoli. Le Zeno et le Pigafetta repèrent un sous-marin qu'ils attaquent, ce qui a permis aux navires d'atteindre le port sains et saufs. Il est possible que dans cette action ait été coulé le sous-marin britannique HMS Usk (N65), qui n'existait plus à ce moment, mais qui a plus probablement sauté sur des mines la veille.
Vers le 20 octobre, avec ses navires-jumeaux Da Noli et Pessagno, il effectue une mission de transport de troupes à Benghazi. Aux premières heures du 21 octobre, alors qu'ils retournent à Augusta, les trois navires sont attaqués sans succès par un sous-marin à environ quinze milles nautiques (28 km) au nord de Benghazi.
En novembre, il est la première unité de la classe à recevoir le schéma de camouflage expérimental "Claudus", qui est maintenu jusqu'à plus de la moitié de 1942, pour être remplacé par le camouflage officiel avec des lignes brisées dans les deux nuances classiques de gris.
Le 20 novembre, il escorte de Tarente à Benghazi, avec son navire-jumeau Malocello et le torpilleur Partenope (ajoutés plus tard, venant de Benghazi) les navires à moteur Città di Palermo et Città di Tunisi.
À trois heures de l'après-midi du 13 décembre, il quitte Tarente avec ses navires-jumeaux Vivaldi, Da Noli, Da Recco et Malocello et rejoint le groupe d'escorte indirecte - les cuirassés Littorio e Vittorio Veneto, les destroyers Granatiere, Bersagliere, Fuciliere et Alpino, les torpilleurs Clio et Centauro - dans l'opération "M 41", qui est cependant ravagée par les attaques des sous-marins (qui endommagent le Vittorio Veneto et coulent deux navires marchands, le Filzi et le Del Greco).
Du 16 au 18 décembre, dans le cadre de l'opération de trafic "M 42", il escorte de Tarente à Tripoli, avec ses navires-jumeaux Vivaldi, Da Noli, Da Recco, Malocello et Pessagno, le convoi "L", composé par les modernes navires à moteur Napoli, Monginevro et Vettor Pisani (au début, les navires naviguent ensemble avec un autre convoi, le " N " - navire à moteur Ankara, destroyer Saetta, torpilleur Pegaso - se séparant ensuite au large de Misurata).
Le 21 février 1942, il participe à l'opération de trafic "K 7" en escortant, avec les destroyers Strale, Malocello, Vivaldi et Premuda et le torpilleur Pallade, un convoi composé des transports Monginevro, Ravello et Unione sur la route de Messine (d'où le convoi est parti à 17h30 le 21) à Tripoli.
À 16h30 le 13 juin, il appareille de Cagliari avec le Vivaldi et le Malocello pour attaquer - avec la VIIe division de croiseurs (Montecuccoli et Eugenio di Savoia) et le Xe escadron de destroyers (Premuda, Gioberti, Ascari, Oriani) - le convoi britannique "Harpoon" pendant la bataille de la mi-juin, mais il doit rentrer au port à cause de pannes de moteur,.
Au cours de 1942, le Zeno subit des travaux de modification qui voient le remplacement des tubes lance-torpilles arrière et des mitrailleuses de 13,2 mm par respectivement 2 x 37 mm et 7 x 20 mm.
Le 4 octobre, à minuit, il appareille de Brindisi pour escorter - avec le destroyer Folgore et le torpilleur Antares, rejoints ensuite par les destroyers Saetta et Camicia Nera - le navire à moteur Sestriere, à destination de Benghazi avec une importante cargaison (3 030 t de carburant, 70 t de munitions, 28 chars, 144 véhicules, 1 060 t d'autres matériels). Malgré les attaques continues des bombardiers américains, les unités arrivent au port saines et sauves à 11h30 le 7 octobre.
En novembre, il reçoit le nouveau schéma de couleur de camouflage définitif à la place du "Claudus".
Du 28 au 30 novembre, il transporte 86 tonnes d'essence. de Tarente à Benghazi.
En février 1943, il pose le champ de mines "S 62" avec ses navires-jumeaux Pigafetta et Da Noli et escorté par les destroyers Malocello, Mitragliere et Legionario.
Le 28 février de la même année, alors qu'il rentre au port après avoir posé la première pièce du barrage de mines "S 10", l'escadron est attaqué par un sous-marin. Pendant les manœuvres d'évitement agitées, le da Noli, en raison d'une défaillance du gouvernail, percute violemment le Zeno au milieu du navire. Les deux unités sont sérieusement endommagées, mais elles réussissent à rentrer au port par leurs propres moyens.
Le Zeno ne reprend jamais le service. Emmené à l'arsenal de La Spezia (Arsenale Militare Marittimo della Spezia) pour des réparations, il s'y trouve encore lors de la proclamation de l'armistice du 8 septembre 1943 (Armistice de Cassibile). Le 9 septembre 1943, afin d'éviter d'être capturé, l'équipage tente de couler le navire: le Zeno gîte sur le côté tribord et repose sur le fond marin, laissant une partie de la superstructure et de l'artillerie à découvert,.
Au cours du conflit, l'unité aura effectué 182 missions de guerre pour un total de 57 856 milles nautiques (107 150 km) parcourus et 3 564 heures de navigation.

### Commandement
Commandants
- Capitaine de frégate (Capitano di fregata) Luciano Morra (né à Cerignola le 7 juillet 1896) (10 juin - août 1940)
- Capitaine de frégate (Capitano di fregata) Giorgo Ghe' (né à Gênes le 21 juillet 1901) (août 1940 - avril 1941)
- Capitaine de frégate (Capitano di fregata) Riccardo Piscicelli (né à Naples le 12 mars 1902) (avril 1941)
- Capitaine de frégate (Capitano di fregata) Gian Giacomo Ollandini (né à Gênes le 2 janvier 1901) (novembre 1941)
- Capitaine de frégate (Capitano di fregata) Cesare Boccella Duclos (né à Florence le 21 février 1901) (décembre 1941 - 2 janvier 1942)
- Capitaine de frégate (Capitano di fregata) Giulio Di Gropello (né à Pinerolo le 4 juillet 1901) (3 janvier - 28 juillet 1942)
- Capitaine de frégate (Capitano di fregata) Angelo Lo Schiavo (né le 8 juin 1901) (29 juillet 1942 - 7 février 1943)